# The Cookbook
Albums de Missy Elliott
This Is Not a Test!
(2003) Respect M.E.
(2006)
Singles
1. Lose Control
Sortie : 19 mai 2005
2. Teary Eyed
Sortie : 8 août 2005
3. We Run This
Sortie : 21 février 2006

The Cookbook est le sixième album studio de Missy Elliott, sorti le 4 juillet 2005.
L'album s'est classé 2e au Billboard 200, au Top R&B/Hip-Hop Albums et au Top Internet Albums et a été certifié disque d'or par la Recording Industry Association of America (RIAA) le 15 septembre 2005.
En 2006, le titre Lose Control a reçu le Grammy Award de la « meilleure vidéo musicale » et a été nommé dans la catégorie « meilleure chanson rap ». L'album, quant à lui, a été nommé pour le « meilleur album de rap », récompense attribuée à Late Registration de Kanye West.

## Liste des titres
| No  | Titre                                                                                | Contient un (des) sample(s) de                                                                                       | Durée |
| --- | ------------------------------------------------------------------------------------ | --- | ----- |
| 1.  | Joy (featuring Mike Jones – Produit par Missy Elliott et Timbaland)                  | This Love Is Real de Shelby Norman                                                                                   | 4:49  |
| 2.  | Partytime (Produit par Missy Elliott et Timbaland)                                   | Whammer Jammer (Live '72) du J. Geils Band Weekend de Phreek                                                         | 3:04  |
| 3.  | Irresistible Delicious (featuring Slick Rick – Produit par Craig Brockman)           | Lick the Balls de Slick Rick                                                                                         | 4:15  |
| 4.  | Lose Control (featuring Ciara et Fatman Scoop – Produit par Missy Elliott)           | Clear de Cybotron Body Work de Hot Streak                                                                            | 3:47  |
| 5.  | My Struggles (featuring Mary J. Blige et Grand Puba – Produit par Qur'an H. Goodman) | You've Got the Love I Need de Smokey Robinson and The Miracles What's the 411? de Mary J. Blige featuring Grand Puba | 2:52  |
| 6.  | Meltdown (Produit par Scott Storch)                                                  | | 4:16  |
| 7.  | On & On (Produit par The Neptunes)                                                   | Change the Beat (Female Version) de Beside The Show de Doug E. Fresh, Slick Rick and The Get Fresh Crew              | 4:45  |
| 8.  | We Run This (Produit par Rhemario « Rio Beats » Webber)                              | | 3:25  |
| 9.  | Remember When (Produit par Missy Elliott)                                            | | 4:18  |
| 10. | 4 My Man (featuring Fantasia – Produit par The Avila Brothers)                       | | 5:10  |
| 11. | Can't Stop (Produit par Rich Harrison)                                               | Funky From the Get Go d'Herbie Williams                                                                              | 3:49  |
| 12. | Teary Eyed (featuring Charlene Keys – Produit par Warryn Campbell)                   | | 3:49  |
| 13. | Mommy (Produit par The Associates et Keith Lewis)                                    | | 2:58  |
| 14. | Click Clack (Produit par Shondrae « Mr. Bangladesh » Crawford)                       | | 2:54  |
| 15. | Time and Time Again (Produit par Saint Nick)                                         | | 3:49  |
| 16. | Bad Man (featuring Vybz Kartel et M.I.A.)                                            | | 5:12  |